# Chiesa delle Cappuccine
La chiesa delle Cappuccine è un edificio religioso della città di Venezia, situato nel sestiere di Cannaregio. La chiesa è dedicata a Maria e a san Francesco, ma prende il nome dal convento che, realizzato all'inizio del XVII secolo, fu demolito in seguito alle soppressioni napoleoniche.

## Storia
Il terreno su cui venne poi eretta la chiesa venne inizialmente concesso nel 1612 a un gruppo di monache Cappuccine, che due anni più tardi iniziarono la costruzione della chiesa, dedicata alla Madonna e a san Francesco, con annesso un piccolo convento e un orto che arrivava fino al limite della laguna. L'edificio venne consacrato nel 1623.
Con l'editto napoleonico del 1811 che stabiliva la soppressione degli ordini religiosi, il convento venne chiuso e in seguito demolito per far posto a un edificio scolastico. La chiesa rimase invece aperta al culto, diventando una succursale prima della parrocchia della Madonna dell'Orto e poi di quella di San Girolamo, quando nel 1952 quest'ultima chiesa venne riaperta al culto.

## Descrizione
La facciata, in mattoni, è caratterizzata da una struttura molto semplice tripartita da lesene e terminata con un timpano triangolare che include al centro un rosone. Sopra il portale si trova una scultura raffigurante la Vergine col putto, risalente alla fine del XVI secolo e attribuita a Girolamo Campagna. Completano la facciata due ampi finestroni laterali ad arco e un rosone ellittico.
All'interno, semplicissimo e a navata unica, sono presenti due altari laterali e un altare maggiore sormontato dal dipinto La Vergine con i Santi Francesco, Chiara, Marco e Orsola di Palma il Giovane. Nell'altare di destra si trova la Morte di San Giuseppe, dipinto di scuola padovana del XVII secolo di autore anonimo, mentre sull'altare di sinistra c'è un'antica copia di un'icona. Sul soffitto si trovano tre riquadri vuoti, che ospitavano tre dipinti di Palma il Giovane, andati perduti, che erano stati donati dalla nobildonna Marietta Foscarini durante la costruzione della chiesa.